# Решетник Дмитро Сергійович
Решетник Дмитро Сергійович, DIRESH (нар. 18 червня 1991 року, село Летава (Хмельницька обл.) — український музикант, акордеоніст, композитор, саунд-продюсер та DJ.

## Життєпис
Народився у селі Летава, що на Хмельниччині у родині військовослужбовця та педагога. З раннього дитинства захоплювався музикою. З 12 років почав навчатись грі на акордеоні. Лауреат всеукраїнських та міжнародних конкурсів.
У 2001—2006 роках навчався у музичній школі (клас викладача Цимбалістого А.В);  
З 1997 по 2008 роки навчався в Летавському НВК, який закінчив із золотою медаллю.
У 2008—2011 роках навчався в Хмельницькому музичному училищі (клас викладача Голоднюка О. М.), закінчив з червоним дипломом
З 2009 року стає автором та аранжувальником пісень, що виконує тріо бандуристок «Вогонь», які стали переможцями Всеукраїнських конкурсів (м. Вінниця, м. Київ). Пісні в його аранжуванні стали звучати на національному радіо.
У 2011—2020 роках студент Національної Музичної Академії ім. П.І.Чайковського (клас викладача, Народної Артистки України, професора Черказової Є. І.)
Закінчив ступінь Бакалавра (червоний диплом), Магістратури (червоний диплом) та Аспірантури (Кафедра «Теорії та Історії музичного виконавства»)
За період навчання в Академії отримував стипендію Верховної Ради та Президента України
У 2013 році починає працювати у групі Luiku (як акордеоніст, згодом також саунд-продюсер, dj)
У 2016 році — створення студії звукозапису DIRESH MUSIC (співпраця з зірками українського шоу-бізнесу Настя Каменских (NK), ТНМК, Tayana (Тетяна Решетняк), Юлія Lord, Євген Хмара та ін.)
У 2017 році починає виступати у ролі Dj. Цікавий факт- дебютний виступ відбувся на Майдані Незалежності на офіційній фан-зоні містечка Євробачення. Згодом і по сьогодні грає вечірки у найпрестижніших клубах та закладах України.

## Нагороди
- 2011 році - І премія всеукраїнського конкурсу «Провесінь» в м. Кіровоград
- 2015 року - фіналіст Кубку Світу м. Зальцбург (Австрія)
- 2017 року - ІІ премія по диригуванню м. Вільнюс (Литва)

## Співпраця
- 2017 створення саунд дизайну для конкурсу пісні «Євробачення», яке проходило в Києві (зона Eurovillage)
- 2017 гурт «Luiku»- (аранжування до пісень: «Бай бай Соломія», «Карпатські квіти», «Фірман», "А тобі все мало…"та ін.)
- Adam Asanov («Marta» гурт «PIERSI», Польща)[4]
- Tayana (Тетяна Решетняк) робота над піснею «Lelya» в рамках сольного концерту співачки в  дуеті з гуртом «Luiku»[5]
- Гурт ТНМК- офіційний ремікс на пісню «Янголи»[6]
- Кіра Мазур («Я би»)
- Юлія Lord  Заслужена артистка України  (аранжування до пісень: «Біле і Чорне», «Мова» та ін…)[7]
- Христина Охітва, Заслужена артистка України (аранжування до пісень: «Танцюй гуцулко, Ксеня», «Ой як же було із прежди віка», «O-la-la», «Мій мікрокосмос», «Wonder»)
- Фольклорний дует Folk Ladies (аранжування до пісень "Чорнявенький " ‚ та ін.)[8]
- Євген Хмара (аранжування треку «Ocean race», «Hope»)[9][10][11]
- Настя Каменських (NK) -офіційний ремікс на пісню «Почуття»[12]
- Саунд продакшн, створення саунтреків до серіалу «Вільні гроші»
- Саунддизайн реклами продукції фірми «Фрекенбок»
- Створення саунд дизайну для вистав у Національному Палаці «Україна», Музичному театрі на Подоллі
- Написання аранжування саунд треку до серіалу «Київ Вдень і Вночі»— «Моя Мала»
- E.K.A (Катя Бойко)- офіційний ремікс на пісню «Новий Рік»[13]
- 2022— Співпраця з переможцем проекту «Голос країни» Сергієм Лазановським («Геть з України» та «З С У», який потрапив у чарти YouTube)[14][15]

## Сингли
- 2021- Fire
- 2021— Only You, Only Love

## Діяльність
3 2010 року - Концертує сольно та у складі  інших груп (Luiku, Євген Хмара та ін.) у  Польщі, Німеччині, Франції, Латвії, Естонії, Чехії, Туреччині та ін…

## Кліпи
- 2009 «Я стану твоїм Ангелом»[16]
- 2013  «Ой, Йєзус Марія»[17]
- 2013 «Dancing, Luiku»[18]
- 2016 «Карпатські Квіти»[19]
- 2017 «Бай-Бай, Соломія!»[20]
- 2017 «Eurovision»[21]
- 2020 «KOLOMYIKA DANCING»[22]
- 2020 «A TOBI VSE MALO»[23]
- 2021 «Another Worlds»[24]
- 2021 «Tango»[25]
- 2022 «геть з України»[26]
- 2022 «З С У»[27]